# Aeropuerto de Porto Seguro
El Aeropuerto de Porto Seguro se encuentra localizado 2 km al este del centro de la ciudad de Porto Seguro, Brasil, en el extremo sur del estado de Bahía. Originariamente del año 1982, fue reinaugurado en 1997, incorporando una nueva terminal de pasajeros, una ampliada plataforma comercial y la extensión de la pista de aterrizaje hasta los 2000 metros de longitud y 45 de ancho.   
El nombre oficial de la estación aérea es Aeroporto Internacional de Porto Seguro, categoría que obtuvo al comenzar a recibir vuelos regulares y chárteres de diversos países de Europa. Es uno de los aeropuertos brasileños que más vuelos chárteres recibe, en su mayoría provenientes desde Brasil, Argentina y el sur europeo.

## Aerolíneas y destinos
| Aerolíneas                      | Ciudades | Alianza |
| ------------------------------- | --- | ------- |
| Aerolíneas Argentinas 1 destino | Internacional: (1) Buenos Aires-AEP (Inicia 6 de julio de 2024)                                                | SkyTeam |
| Azul Líneas Aéreas 4 destinos   | Nacionales: (4) Belo Horizonte / Campinas / Goiânia / Salvador de Bahía                                        | N/A     |
| Gol Linhas Aéreas 4 destinos    | Nacionales: (4) Belo Horizonte / Salvador de Bahía / São Paulo / São Paulo-GRU Internacional: (1) Buenos Aires | N/A     |
| LATAM Brasil 3 destinos         | Nacionales: (3) Río de Janeiro / São Paulo / São Paulo-GRU                                                     | N/A     |

### Destino Internacional
| Ciudad por país                        | Nombre del aeropuerto                       | Aerolínea                                         | Aeronaves  |            |
| Suramérica                             | Suramérica                                  | Suramérica                                        | Suramérica | Suramérica |
| -------------------------------------- | ------------------------------------------- | ------------------------------------------------- | ---------- | ---------- |
| Argentina                              |                                             |                                                   |            |            |
| Buenos Aires                           | Aeropuerto Internacional Ministro Pistarini | Gol Linhas Aéreas                                 | B738       |            |
| Buenos Aires                           | Aeroparque Jorge Newbery                    | Aerolíneas Argentinas (Inicia 6 de julio de 2024) | B38M       |            |
| Total: 1 destino, 1 país, 2 aerolíneas |                                             |                                                   |            |            |